# 龍谷ミュージアム

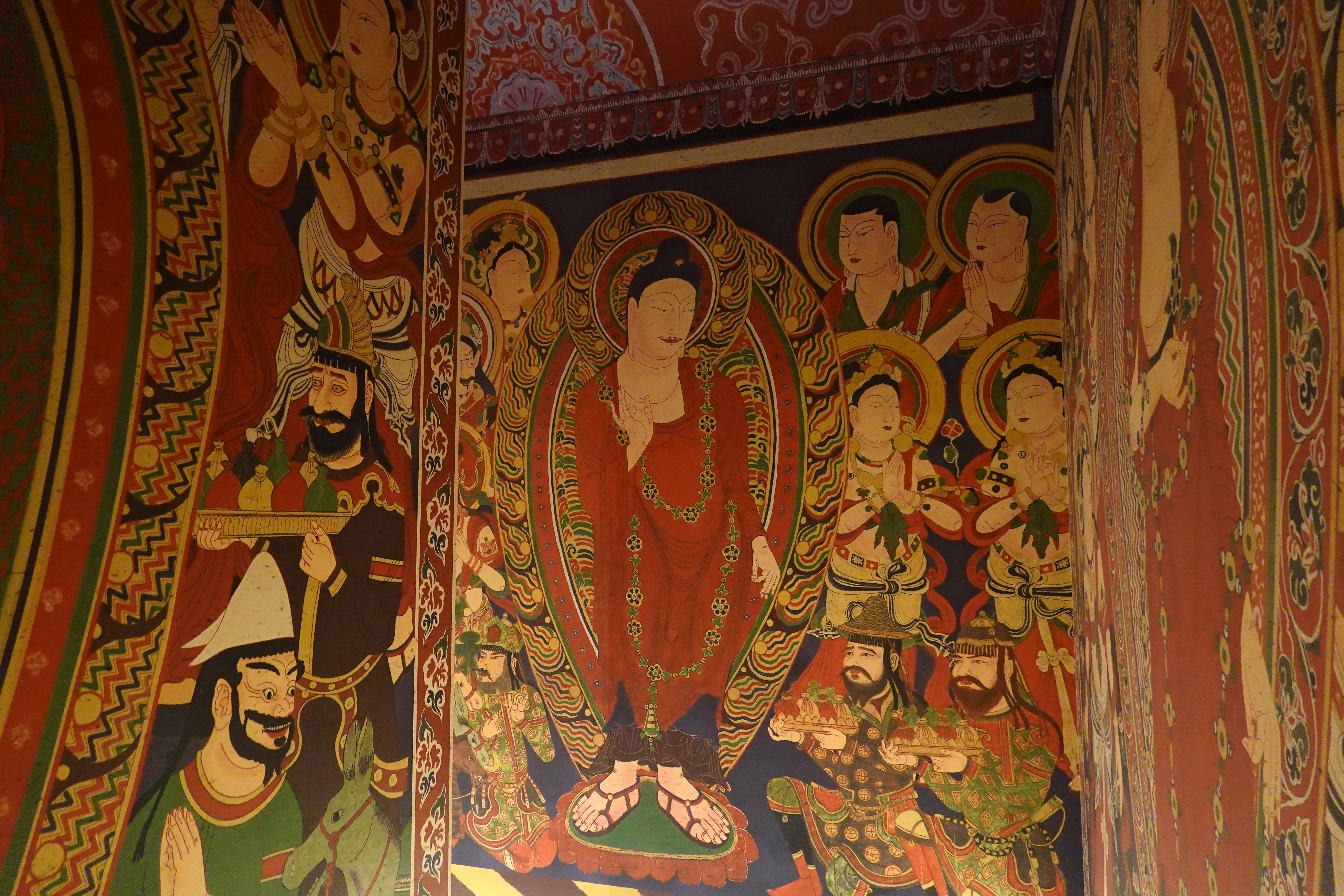
ベゼクリク石窟大回廊復元展示

龍谷ミュージアム（りゅうこくミュージアム）は、京都府京都市下京区にある、日本初の仏教総合博物館である。世界遺産 西本願寺の御影堂門前に2011年に開館した。開設および運営は龍谷大学。

## 概要
龍谷大学の創立370周年事業の一環として、親鸞の750回忌にあたる2011年（平成23年）4月5日に開館した。3階展示室のテーマは「日本の仏教」で、龍谷大学が所蔵する国宝・重文を含む仏教関連作品を公開する。2階展示室のテーマは「アジアの仏教」で、大谷探検隊のコレクションのほか、NHKの協力により新疆ウイグル自治区トルファンにあるベゼクリク石窟寺院第15号窟の回廊を原寸大で再現展示する。

## 施設
- B1F - エントランスホール、中庭
- 1F - ミュージアムショップ・カフェ、講義室
- 2F - 2階展示室「アジアの仏教」
- 3F - 3階展示室「日本の仏教」、視聴覚教室

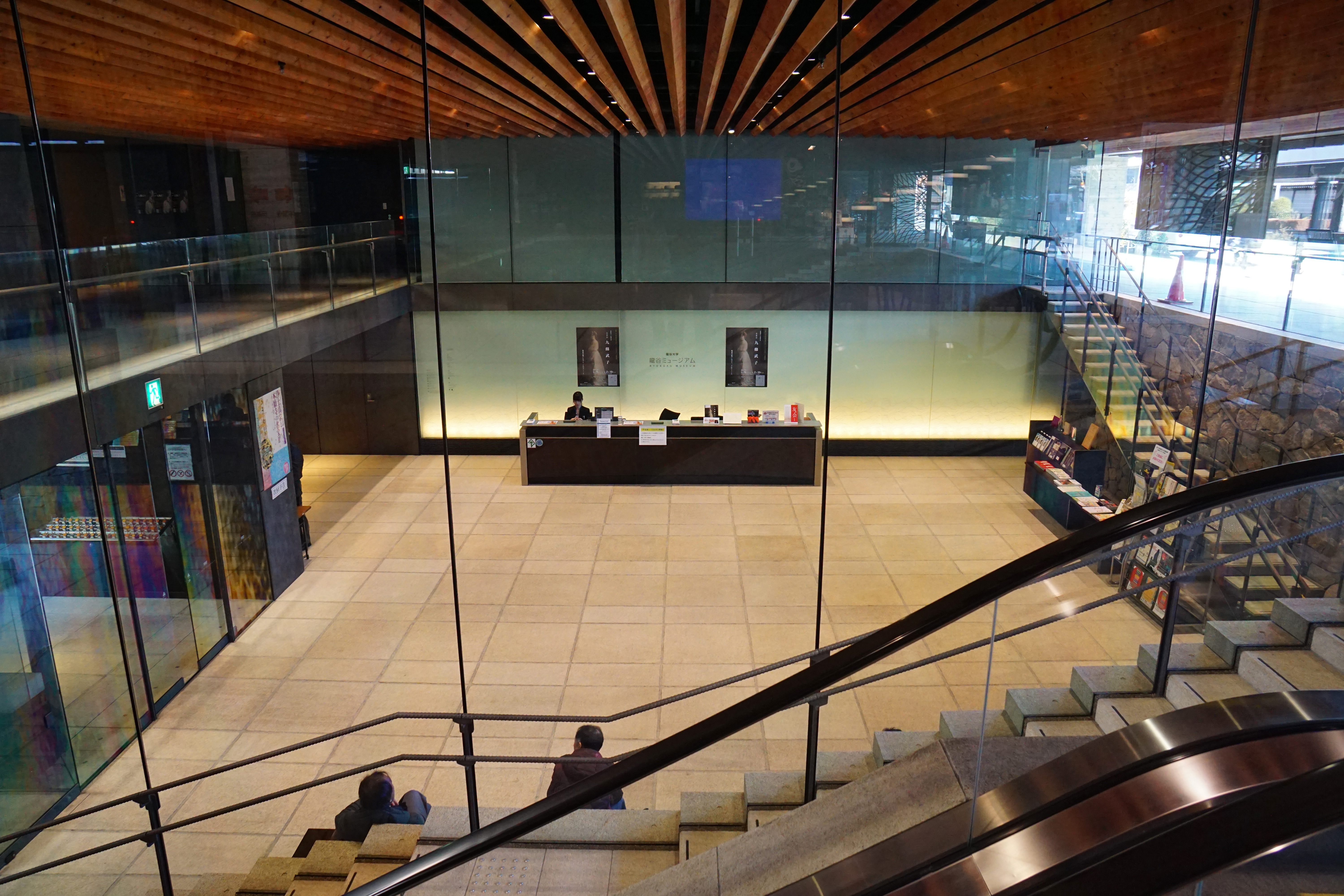
エントランスホール
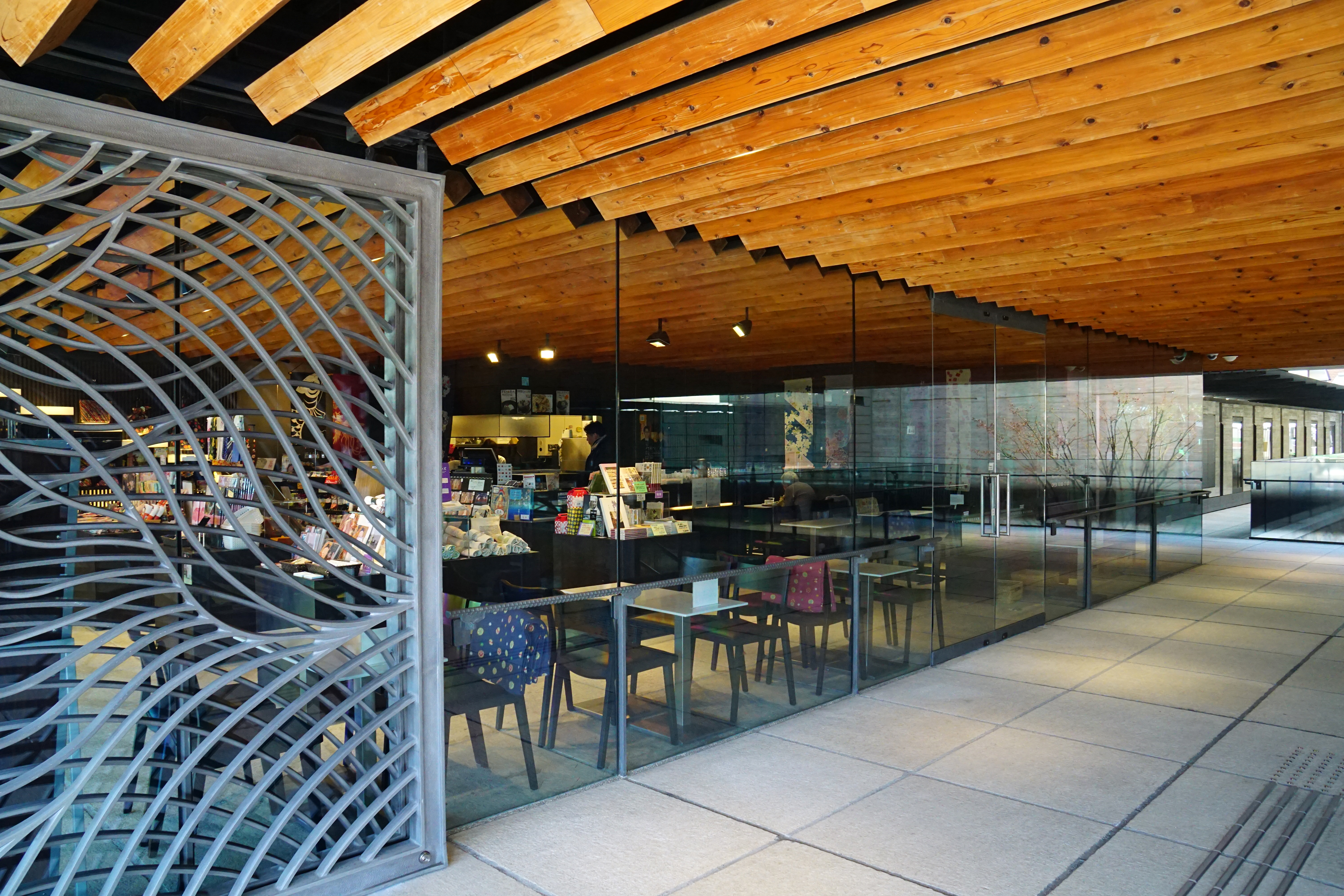
ミュージアムショップ・カフェ
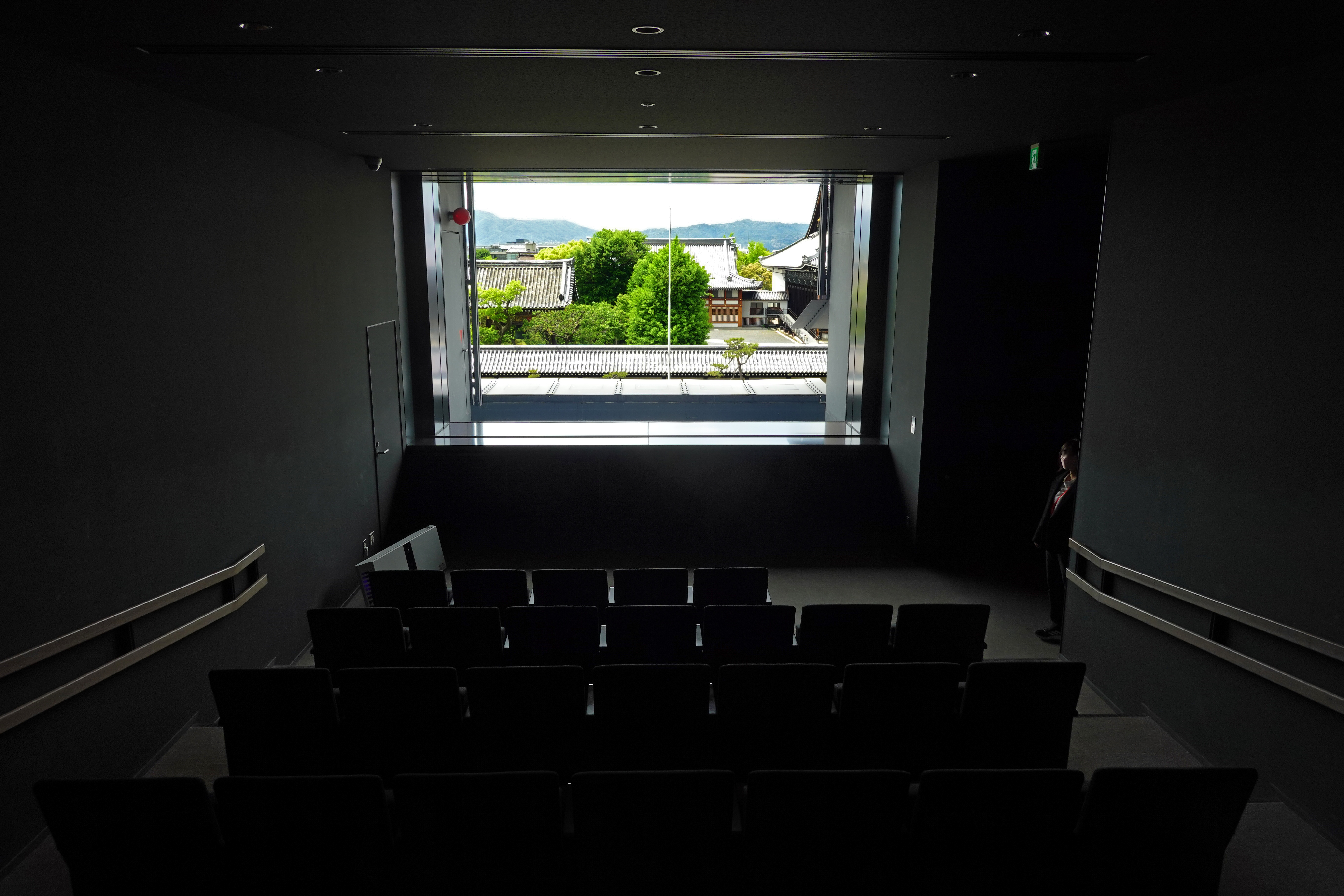
シアター

## 利用情報
- 午前10時～午後5時（入館は午後4時30分まで）
- 休館日 - 月曜日　※祝日は開館（翌日は休館日）、その他ミュージアムの定める日
- 入館料 - 展示内容・イベント毎に変動制を採用している

## 建築概要
- 設計 - 日建設計
- 竣工 - 2011年
- 構造 -地下1階、地上3階建、鉄骨造、鉄筋コンクリート造および鉄骨鉄筋コンクリート造
- 敷地面積 - 1,671.69m2
- 建築面積 - 1,342.85m2
- 延床面積 - 4,412.65m2
- 受賞 - 日本建築学会作品選集、日本建築家協会優秀建築選、AACA賞奨励賞、日事連建築賞、SDA賞